# Aboudramane Sangaré
Aboudramane Sangaré, aussi orthographié Abou Drahamane Sangaré, né le 9 mars 1946 et mort le 3 novembre 2018 à Abidjan, est un homme politique ivoirien et cofondateur du parti politique du Front populaire ivoirien (FPI). Ministre des Affaires étrangères de la Côte d'Ivoire, d'octobre 2000 à mars 2003, sous la présidence de Laurent Gbagbo, il est président d'une tendance pro-Gbagbo au sein du FPI au moment de son décès en 2018.

## Situation personnelle
Né le 9 mars 1946, à M'bahiakro, d’un père musulman malinké d’Odienné et d’une mère chrétienne baoulée de Bodokro, Aboudramane Sangaré effectue sa scolarité à Tiassalé puis à Bouaké, avant d'entrer à l'université d'Abidjan.

## Formation et premiers engagements politiques
Il rencontre Laurent Gbagbo sur le campus de l'université en 1970. Alors que ce dernier, ayant terminé ses études, commence à enseigner l’histoire au lycée classique d’Abidjan, Aboudramane Sangaré s'inscrit en deuxième année de droit. Lors de leurs études respectives, ils ont pour mentor commun le professeur Bernard Zadi Zaourou, l’un des premiers opposants à Félix Houphouët-Boigny, qui recrute de jeunes cadres et étudiants de gauche.
En 1971, Aboudramane Sangaré et Laurent Gbagbo sont tous deux emprisonnés par le gouvernement du président Félix Houphouët-Boigny, pour leur opposition politique, au camp militaire de Séguéla. Par la suite, le lien entre les deux hommes se renforce encore en France, où ils obtiennent respectivement leurs doctorats en 1979 ; Gbagbo en histoire, Sangaré en droit international public obtenu à l’Institut du droit de la paix et du développement (IDPD) de Nice.

## Ascension politique et création du FPI
Au cours des années 1980, Aboudramane Sangaré participe avec Laurent Gagbo et son épouse Simone Gagbo à la mise en place d'un mouvement politique clandestin d'obédience marxiste-léniniste. Il en devient le secrétaire général en 1987. En novembre 1988, il préside le congrès constitutif du Front populaire ivoirien (FPI), qui se tient dans la clandestinité à Dabou, près d’Abidjan. Le parti est légalisé en 1990.
Aboudramane Sangaré est le premier directeur de la publication du groupe de presse Le Nouvel Horizon / La Voie, journal officiel et quotidien du FPI – devenu par la suite Notre Voie – ; il est également maître-assistant à la faculté de droit de l'université d'Abidjan.
En 1993, il reçoit le prix Ebony – qui récompense les meilleurs journalistes de Côte d'Ivoire – pour son article « Nous sommes presque tous des ripoux », dans lequel il fait état des relations ambiguës entre journalistes et hommes politiques.

## Répression politique sous la présidence d'Henri Konan Bédié
Sous la présidence d'Henri Konan Bédié, Aboudramane Sangaré rédige une série d'articles virulents contre le président dans La Voie. Il est alors incarcéré, entre avril et décembre 1994 à la maison d’arrêt et de correction d’Abidjan (MACA) pour « incitation à la violence ».
Puis en juin 1995, convoqué dans le bureau du ministre de la Sécurité, Aboudramane Sangaré reçoit une trentaine de coups de matraque du général Gaston Ouassénan Koné – ce dernier lui reprochant un article jugé « insultant » pour lui et sa famille.
En décembre 1995, Sangaré publie de nouveau un article satirique, suggérant que la défaite de l'ASEC Mimosas contre l'Orlando Pirates Football Club en finale de la coupe des clubs champions africains de 1995 au stade Félix-Houphouët-Boigny avait été provoquée par la présence du président Henri Konan Bédié. Le 28 décembre 1995, Aboudramane Sangaré et le journaliste auteur de l'article, Emmanuel Koré, sont condamnés à deux ans de prison pour « offense au chef de l'État » et écopent d'une amende de 3 millions de francs CFA. Ils sont libérés le 1er janvier 1997.

## Sous la présidence Gbagbo

### Au gouvernement
Avec l'arrivée au pouvoir de Laurent Gbagbo, en octobre 2000, Aboudramane Sangaré est nommé ministre d'État, ministre des Affaires étrangères du gouvernement Affi N'Guessan ; il y officie jusqu'en février 2003. En 2001, Aboudramane Sangaré devient vice-président du FPI.

### Crise électorale de 2010-2011 et incarcération
Même après son départ du gouvernement, il reste proche du couple Gbagbo. Durant la crise électorale ivoirienne de 2010-2011, il décide de rester avec le couple Gagbo dans le palais présidentiel d'Abidjan, jusqu'à leur arrestation le 11 avril 2011.
Arrêté à son tour, il est incarcéré à la maison d'arrêt et de correction de Katiola, avant d'être transféré à polyclinique internationale Sainte-Anne-Marie (PISAM) à Abidjan pour des soins médicaux, puis reconduit à la maison d’arrêt et de correction d’Abidjan (MACA).

## Derniers combats politiques au sein du FPI
Libéré deux ans plus tard, il adopte une position radicale, dénonçant l'extradition de Laurent Gbagbo à la Cour pénale internationale (CPI) de La Haye ; qualifiant l'ancien président de « pris en otage par la communauté internationale à la Cour pénale internationale [CPI] ».
Surnommé le « gardien du temple » au sein du FPI, il milite pour que le parti se consacre exclusivement à la lutte en faveur de la libération de Laurent Gagbo. Cette tendance « Gbagbo ou rien » (GOR) prône le boycott de toutes les élections nationales ivoiriennes ultérieures pour appuyer cette demande de libération ; elle rentre ainsi en conflit avec la tendance de Pascal Affi N’Guessan qui souhaite alors se présenter à l'élection présidentielle de 2015.
Le 5 mars 2015, lors d'un comité central extraordinaire du parti, Aboudramane Sangaré est nommé président par intérim du FPI, en remplacement de Pascal Affi Nguessan, qui conteste cette décision. Mais le 3 avril 2015, le tribunal de première instance d’Abidjan confirme ce dernier dans ses fonctions président du FPI, interdisant à Abdoudramane Sangaré d’utiliser le logo et le nom du parti.
Le 20 avril 2017, Aboudramane Sangaré et les pro-Gbagbo du FPI lancent une nouvelle plateforme politique intitulée Ensemble pour la démocratie et la souveraineté (EDS) et présidée par l'ancien secrétaire d'État Georges Armand Ouégnin.
Souffrant d'un cancer de la prostate, Aboudramane Sangare est hospitalisé à la polyclinique internationale Hôtel Dieu d'Abidjan en octobre 2018. Opéré, il est ensuite transféré, quinze jours plus tard, à la polyclinique Farah, à Marcory, où il meurt, le 3 novembre 2018, à l'âge de 72 ans,.